# Соє
Соє (пол. Soje) — село в Польщі, у гміні Червонка Маковського повіту Мазовецького воєводства.
Населення — 32 особи (2011).
У 1975-1998 роках село належало до Остроленцького воєводства.

## Демографія
Демографічна структура станом на 31 березня 2011 року:
|          | Загалом | Допрацездатний вік | Працездатний вік | Постпрацездатний вік |
| -------- | ------- | ------------------ | ---------------- | -------------------- |
| Чоловіки | 19      | 2                  | 14               | 3                    |
| Жінки    | 13      | 0                  | 10               | 3                    |
| Разом    | 32      | 2                  | 24               | 6                    |